# Roberto Sánchez Benítez
Roberto Sánchez Benítez (Tánger, Marruecos, 1965) es un periodista y presentador de televisión español.

## Trayectoria
Hijo de emigrantes andaluces –su padre es de Tarifa y su madre de Medina Sidonia–, nace en Tánger, Marruecos, en 1965. Al poco tiempo, se traslada con su familia a Palamós (Gerona), y después a Fráncfort del Meno (Hesse, Alemania), El Tiemblo (Ávila), Cebreros (Ávila) y Alcorcón (Madrid).
En 1983 se instala en Madrid e inicia los estudios de Ciencias de la Información, rama de Periodismo, por la Facultad de Ciencias de la Información. Obtiene la licenciatura en 1988 y supera las oposiciones para ser Oficial del Ejército de Tierra. Al mismo tiempo, inicia su trayectoria profesional en Radio Oeste y Madrid Hoy, entre otros periódicos y emisoras locales de Madrid. Después, pasa por Cambio 16 (1988) y Radio Nacional de España (1988-1989) como guionista y locutor.
En enero de 1989 –compaginándolo con RNE– comienza a trabajar en Televisión Española con Jesús Hermida en el programa Por la mañana en La 1. En dicho programa permanece tres meses, ya que en abril de 1989 entra a trabajar en la RTVA, donde permanece desde entonces. Primeramente, durante un año es redactor-corresponsal en la delegación de Canal Sur en Madrid, donde cubre la campaña electoral de Adolfo Suárez, ex presidente del Gobierno y candidato del CDS en las elecciones generales de octubre de 1989 y las informaciones de la Casa de Su Majestad el Rey, Presidencia del Gobierno y Cortes Generales.
Nada más empezar la década de 1990, aterriza en Sevilla –donde se encuentran las dos principales sedes de la RTVA– para dirigir y presentar durante un año el informativo nocturno de entresemana de Canal Sur. 
En 1991 regresa a la delegación de Canal Sur en Madrid, esta vez como jefe de dicha delegación. A lo largo de los cinco años que permanece en Madrid. cubre la Conferencia de Paz de Madrid en 1991 y las campañas electorales de Felipe González en las elecciones generales de 1993 y de José María Aznar en las elecciones generales de 1996, que pusieron fin a casi 14 años de gobiernos del PSOE Durante estos años, también es enviado especial a Estados Unidos, donde cubre la campaña electoral que llevó a Bill Clinton a la Casa Blanca en las elecciones presidenciales de 1992 y las visitas del presidente del Gobierno y de los Reyes de España a Estados Unidos y Canadá. También informa de cumbres bilaterales en Alemania, Francia, Gran Bretaña, Marruecos, Portugal, Moscú y en Bosnia durante la guerra en la antigua Yugoslavia.
A finales de 1996 regresa a Sevilla, como jefe de Informativos de Canal Sur Televisión y presentador de los informativos de fin de semana. En los dos años que fue jefe de Informativos, se pusieron en marcha los informativos provinciales de Canal Sur en 1997 y el programa Andalucía directo –basado en el Madrid directo de Telemadrid, creado por Ricardo Medina– en 1998, con Mariló Montero y Rafa Cremades en la presentación. Al margen de su ocupación profesional, realiza un Curso Superior de Gestión de Empresas Audiovisuales en la Escuela de Organización Industrial.
En septiembre de 1998 es nombrado jefe de los Servicios Informativos no Diarios de Canal Sur y en septiembre de 2000 es jefe de la Sección de Nacional e Internacional de los Servicios Informativos de Canal Sur. Durante el año que permanece en esta ocupación, cubre la campaña electoral de Al Gore en las elecciones presidenciales de Estados Unidos de 2000. Paralelamente y durante cinco años, presenta y dirige el programa 60 minutos en Canal 2 Andalucía, programa que compagina con Salud al día –en sustitución de José Antonio Gavira, que marcha a la recién estrenada televisión pública autonómica manchega– desde noviembre de 2001 hasta la actualidad.
Tras la finalización de 60 minutos, presenta y dirige Tecnópolis en Canal Sur y Canal 2 Andalucía durante siete años. Al mismo tiempo, es presentador de los programas Ponte a punto entre 2007 y 2010 y Aquí estamos entre 2009 y 2010, en Canal Sur.